# Konstantinopel
Konstantinopel (grško Κωνσταντινούπολις,  Konstantinoúpolis ali Κωνσταντινούπολη Konstantinoúpoli, "Konstantinovo mesto"; latinsko  Constantinopolis, otomansko, turško: قسطنطینية, Kostantiniyye) je bilo rimsko/bizantinsko glavno mesto (330–1204 in 1261–1453) latinskega (1204–1261) in osmanskega cesarstva (1453–1924).
Začetki mesta segajo v 7. st. pr. n. št. oziroma do nastanka starogrške naselbine in mesta Bizanc. Konstantinopel je imel strateško lego med Zlatim rogom in Marmarskim morjem, na južnem ustju Bosporja, v točki, v kateri se evropska celina stika z azijsko. Konstantinopel je bil zelo pomemben kot naslednik starega Rima ter kot največje in najbogatejše mesto v Evropi v srednjem veku.
Leta 324 je bil kot starodavni Bizanc ustanovljen kot novo glavno mesto rimskega imperija cesarja Konstantina Velikega, po katerem je bil imenovan in posvečen 11. maja 330. V 12. stoletju je bilo največje in najbogatejše mesto v Evropi in je bilo ključnega pomena pri napredovanju krščanstva v rimskem in bizantinskem obdobju. Vzhodni rimski (bizantinski) imperij je bil po izgubi ozemelj zmanjšan na samo njegovo glavno mesto in okolico, ki sta leta 1453 pripadla Turkom. Po muslimanskih osvajanjih je nekdanji branik krščanstva na vzhodu postal Carigrad, prestolnica Otomanskega cesarstva, pod katerim je spet cvetel. Dolga stoletja se je mesto imenovalo "Istanbul". Ime je dobil po grški frazi, ki pomeni "v mesto" (εἰς τὴν πόλιν), medtem ko je bil uradno znan pod različnimi imeni, vključno Konstantinopel in Dersaadet. Ko je Turčija leta 1928 prešla na latinico, je začela pozivati druge države, da uporabljajo turško ime "Istanbul" in postopoma dosegla mednarodno uporabo.
Konstantinopel je bil znan po svoji mogočni obrambi. Čeprav so ga večkrat oblegali različni narodi, je bilo bizantinsko mesto zavzeto le leta 1204, ko ga je zasedla latinska vojska med četrto križarsko vojno, za njimi leta 1261 bizantinski cesar Mihael VIII. Paleolog in leta 1453, ko ga je osvojil osmanski sultan Mehmed II. Prvo manjše obzidje okoli mesta je postavil Konstantin I. V 5. stoletju je Teodozij II. zgradil Teodozijevo obzidje, ki ga je sestavljal dvojni zid in je bil približno 2 km zahodno od prvega. Mesto je bilo zgrajeno na sedmih gričih in na Zlatem rogu ter ob Marmarskem morju. Bil je nepremagljiva trdnjava, ki je obdajala veličastne palače, kupole in stolpe na dveh celinah.
Mesto je prav tako slovelo po svojih arhitekturnih mojstrovinah, kot sta grška pravoslavna stolnica Hagija Sofija, ki je bila sedež ekumenskega patriarhata, sveta Imperialna palača, v kateri je živel cesar, pa tudi Galatski stolp, hipodrom in Zlata vrata, arkadne poti in trgi. Konstantinopel je imel številne umetniške in literarne zaklade, preden je bil zaseden leta 1204 in 1453. Mesto je bilo skoraj izpraznjeno, ko je padlo pod Turki, vendar si je hitro opomoglo in bilo do sredine leta 1600 še enkrat največje mesto na svetu kot novo glavno mesto Otomanskega cesarstva.

## Ime
Prvo znano ime mesta je Bizanc (grško Βυζάντιον, Byzántion), ki so mu ga dali ustanovitelji, megarski kolonisti okoli 660 pr. n. št. Ime Konstantinoupolis ("Konstantinovo mesto ") je dobilo po ponovni ustanovitvi pod rimskim cesarjem Konstantinom I., ki je leta 330 prenesel cesarsko glavno mesto iz zgodovinskega Rima v Bizanc in ga imenoval Nea Roma (Novi Rim). Sodobno turško ime za mesto, İstanbul, izhaja iz grške fraze eis tin polin (εἰς τὴν πόλιν), kar pomeni "v mestu" ali "v mesto". To ime je bilo uporabljeno v turščini poleg Kostantiniyye, ki je bolj uradna prilagoditev prvotnega Konstantinopla, med otomansko vladavino, medtem ko so zahodni jeziki večinoma še naprej uporabljali Konstantinopel vse do začetka 20. stoletja. Leta 1928 se je turška pisava spremenila iz arabske v latinico. Turčija je začela pozivati druge države, da uporabljajo turška imena turških mest. Sčasoma so se uveljavili ime Istanbul in različice v večini svetovnih jezikih.
"Konstantinopel" še vedno uporabljajo člani vzhodne pravoslavne cerkve v naslovu enega svojih najpomembnejših voditeljev, pravoslavnega patriarha s sedežem v mestu, ki se imenuje "Njegova vsebožanska svetost nadškof Konstantinopla – Novega Rima in ekumenski patriarh".

## Zgodovina

### Bizanc
Konstantinopel je ustanovil rimski cesar Konstantin I. (272–337) leta 324 na kraju, kjer je že bilo mesto Bizanc, ki je bilo naseljeno v prvih dneh grške kolonizacije okoli 671–662 pr. n. št. Naselje je ležalo okrog poti med Evropo in Azijo ter morsko potjo od Črnega morja do Sredozemskega morja in imelo na Zlatem rogu odlično in prostorno pristanišče.

### 306–337
Konstantin je imel več načrtov. Ob obnovljeni enotnosti cesarstva tudi v skladu z večjimi vladnimi reformami, utrjevanjem krščanske cerkve se je dobro zavedal, da Rim ni primeren za glavno mesto. Bil je predaleč od meje in zato od vojske in imperialnih sodišč, bil je nezaželeno igrišče za nezadovoljne politike. Toda glavno mesto države je bil že več kot tisoč let in se je morda zdelo nepredstavljivo, da je predlagal, da se preseli drugam. Konstantinu se je Bizanc zdel pravo mesto: mesto, v katerem bi bil sedež cesarja, lahko bi se branil, ima lahek dostop do Donave ali meje Evfrata, njegov dvor bi se napajal iz bogatih vrtov in prefinjenih delavnic rimske Azije, njegove zakladnice bi se napolnile iz najbogatejših provinc cesarstva.
Konstantinopel se je gradil več kot šest let in je bil posvečen 11. maja 330. Konstantin je predvidel širjenje mesta, podobno kot Rim, v 14 regij in okrašen naj bi bil z javnimi deli, vrednimi cesarske metropole. Kljub temu prvi Konstantinov Novi Rim ni imel dostojanstva starega Rima. Imel je prokonzula, namesto urbanega prefekta (upravitelja mesta). Ni imel pretorja (najvišji predstavnik sodne oblasti), tribunov ali kvestorjev. Čeprav je imel senatorje, so se imenovali clarus, ne clarissimus kot v Rimu. Manjkali so tudi drugi upravni uradi, ki skrbijo za hrano, policijo, kipe, templje, kanalizacijo, vodovod ali druga javna dela. Nov program gradnje je bil izveden v veliki naglici: stebri, marmor, vrata in ploščice so bili vzeti iz templjev po cesarstvu in preseljeni v novo mesto. Na ta način so mnoga največja dela grške in rimske umetnosti kmalu stala na trgih in ulicah. Cesar je spodbudil zasebno gradnjo z obljubo domačinom podarjenih zemljišč cesarskih posestev v diocezah Azija in Pont. 18. maja 332 je napovedal, da je treba tako kot v Rimu omogočiti prosto razdeljevanje hrane državljanom. V tistem času je bilo razdeljenih 80.000 obrokov na dan iz 117 razdelilnih mest po mestu.
Konstantin je določil nov trg v središču starega Bizanca in ga imenoval Avgustajon. Nov sedež senata (ali kurije) je bil v baziliki na vzhodni strani. Na južni strani velikega trga je bila postavljena Velika cesarska palača z veličastnim vhodom, vrata Halke, ceremonialna dvorana je bila znana kot palača Dafne. V bližini je bil velik hipodrom za tekmovanje z vpregami s sedeži za 80.000 gledalcev in slovito kopališče Zevksip. Na zahodnem vhodu na trg Avgustajon je bil Milion, obokan spomenik, od katerega so bile izmerjene razdalje prek vzhodnega rimskega imperija.
Od Avgustajona je vodila velika ulica Mesa (grško Μέση [Οδός] "srednja [ulica]"), prekrita s kolonadami. Kot se je spustila s prvega griča mesta in se povzpela na drug grič, je prešla na levi Pretorium ali zakonodajno sodišče. Potem je prečkala ovalen Konstantinov forum, kjer sta bila druga senatna hiša in visok steber s kipom Konstantina v preobleki Helija, kronan z avreolo sedmih žarkov in pogledom v smeri vzhajajočega sonca. Od tam je Mesa prešla na forum Tavri, skozi njega, nato na forum Bovis in končno do sedmega griča (ali Kserolof) in do Zlatih vrat v Konstantinovem obzidju. Po gradnji Teodozijevega obzidja v začetku 5. stoletja se je razširil do novih Zlatih vrat in bil dolg sedem rimskih milj.

### 337–529
Prvi znani prefekt mesta Konstantinopel je bil Honoratus, in to od 11. decembra 359 in do 361. Cesar Valens je zgradil palačo Hebdomon na obali Propontisa v bližini Zlatih vrat, verjetno za uporabo pri pregledu čet. Vsi cesarji do Zenona in Baziliska so bili okronani in priznani na Hebdomonu. Teodozij I. je zgradil cerkev Janeza Krstnika kot hišo za svetnikovo lobanjo (danes ohranjena v palači Topkapi v Carigradu), postavil steber v spomin sam sebi na forumu Tavri in preuredil uničen Afroditin tempelj v hišo za pretorijansko prefekturo; Arkadij je na Mesi, v bližini Konstantinovega obzidja, zgradil nov forum, ki ga je imenoval po sebi.
Pomen Konstantinopla se je postopoma povečal. Po šoku v bitki pri Adrianoplu leta 378, v kateri so cesarja Valensa s cvetom rimske vojske v nekaj pohodih uničili Vizigoti, je mesto pregledalo svojo obrambo in med 413–414 je Teodozij II. zgradil 18-metrsko trojno obzidje, ki ga do izuma smodnika ni nihče premagal. Teodozij je 27. februarja 425 odprl tudi univerzo v bližini foruma Tavri.
V tem času se je na Donavi pojavil Uldin, hunski princ, in napredoval v Trakijo, vendar je mnogo njegovih privržencev dezertiralo in se pridružilo Rimljanom pri pregonu svojega kralja nazaj severno od reke. Zgradili so nove zidove za obrambo mesta in izboljšali floto na Donavi.
Zahodno rimsko cesarstvo so nato zavzeli barbari. Cesarji so se umaknili v Raveno in izginili. Konstantinopel je postal največje mesto rimskega imperija in sveta. Cesarji niso več potovali med različnimi prestolnicami in palačami. Ostali so v svoji palači v Velikem mestu in pošiljali ukaze svoji vojski. Bogastvo vzhodnega Sredozemlja in zahodne Azije se je stekalo v Konstantinopel.

### 527–565
Cesar Justinijan I. (527–565) je bil znan po svojih vojaških uspehih, svojih pravnih reformah in javnih delih. Iz Konstantinopla je njegov pohod za ponovno osvojitev nekdanje dioceze Afrike odplul okoli 21. junij 533. Pred odhodom je bila ladja poveljnika Belizavra zasidrana pred cesarsko palačo in patriarh je daroval molitve za uspeh pohoda. Po zmagi leta 534 je bil Tempeljski zaklad iz Jeruzalema, ki so ga Rimljani izropali v letu 70 in so ga Vandali odpeljali v Kartagino po njihovem zavzetju Rima leta 455 prinesen v Konstantinopel in shranjen morda v cerkvi sv. Polievkta, preden so ga vrnili v Jeruzalem v cerkev Vstajenja ali Novo cerkev.
Dirke bojnih voz so bile pomembne v Rimu že stoletja. V Konstantinoplu je hipodrom postal sčasoma vse bolj kraj političnega pomena. Ljudje so s ploskanjem pokazali svojo odobritev novega cesarja, pa tudi odkrito kritizirali vlado ali vpili za odstranitev nepriljubljenih ministrov. V času Justinijana je javni red v Konstantinoplu postal kritično politično vprašanje.
V poznem rimskem in zgodnjem bizantinskem obdobju je krščanstvo reševalo temeljna vprašanja identitete, spor med ortodoksno cerkvijo in pristaši monofizitizma je postal vzrok za hude motnje, izražene z zvestobo dirkam stranke Modrih in Zelenih. Nazadnje je leta 532 nastal velik upor, ki je znan kot upor Nika (po bojnem kriku "Zmaga!" vpletenih).
Požari, ki so jih začeli protestniki Nike, so zajeli Konstantinovo baziliko Hagijo Sofijo (Sveta modrost), glavno mestno cerkev na severu Avgusteuma. Justinijan je naročil arhitektoma Antemiju iz Tral in Izidorju iz Mileta, da jo nadomestita z novo in neprimerljivo Hagijo Sofijo. To je bila velika stolnica pravoslavne cerkve, katere kupola naj bi se dvigala do samega boga in bi bila neposredno povezana s palačo, da bi se lahko cesarska družina udeležila bogoslužja brez sprehoda po ulicah. Predaja je potekala 26. decembra 537 v prisotnosti cesarja, ki je vzkliknil: "O, Solomon, sem te prekosil!"  Hagija Sofija je lahko sprejela 600 ljudi, vključno 80 duhovnikov in je stala 20.000 funtov zlata.
Justinijan je naročil Antemiju in Izidorju, da porušita in nadomestita izvirno Konstantinovo Cerkev svetih apostolov in zgradita novo cerkev z istim imenom. Zasnovana je bila v obliki enakokrakega križa s petimi kupolami in okrašena z lepimi mozaiki. Ta cerkev je bila grobnica cesarjev od Konstantina do 11. stoletja. Ko je mesto pripadlo Turkom leta 1453, so cerkev podrli, da bi naredili prostor za grob Mehmeda II. Osvajalca. Justinijan se je ukvarjal tudi z drugimi vidiki grajenega okolja v mestu, zakonodajo proti zlorabi predpisov o prepovedi gradnje v 30 m pasu na morski obali, da bi zaščitil pogled.
Med vladanjem Justinijana I. je v mestu živelo približno 500.000 ljudi. Družbeno življenje Konstantinopla je bilo pretrgano z  justinijanovo kugo med letoma 541 in 542. Umrlo je morda 40 % prebivalcev mesta.

### Preživetje, 565–717
V začetku 7. stoletja so Avari in nato Prabolgari zavzeli precejšen del Balkana in ogrozili Konstantinopel z zahoda. Hkrati so perzijski Sasanidi prevzeli Vzhodno prefekturo in prodrli globoko v Anatolijo. Heraklij, sin eksarha Afrike, je odplul v mesto in se odel v škrlat. Vojaški položaj se mu je zdel grozen, zato je sprva predvidel prenos cesarskega glavnega mesta v Kartagino, a je popustil na prošnjo prebivalcev Konstantinopla. Državljani so izgubili pravico do zastonj žita leta 618, ko je Heraklij spoznal, da mesta ne bo več mogoče oskrbovati iz Egipta, kar je bila posledica perzijskih vojn. V tem času se je število prebivalcev v mestu bistveno zmanjšalo.
Medtem ko je mesto prestalo obleganje, je Heraklij vodil pohod globoko na perzijsko ozemlje in na kratko obnovil status quo leta 628, ko so Perzijci predali vse zaseženo. Toda obleganja so se nadaljevala, prvo je bilo od 674 do 678 in drugo od 717 do 718. V tem času je Teodozijevo obzidje obvarovalo mesto, bilo je nepremagljivo s kopnega, medtem ko so na novo odkrili zažigalno snov, znano kot "grški ogenj", ki je bizantinski mornarici omogočil uničiti perzijsko floto in ohraniti mesto. V drugem obleganju je drugi bolgarski vladar, kan Tervel (imenovan tudi sv. Trivelij) odločilno pomagal in predvsem zaradi njega je bilo mesto ohranjeno. Imenovali so ga rešitelj Evrope.

### 717–1025
V 730-tih je Leon III. Izavrijec popravil Teodozijevo obzidje, ki je bilo poškodovano zaradi pogostih in nasilnih napadov. Financirali so ga s posebnim davkom od vseh predmetov cesarstva.
Teodora, vdova cesarja Teofila (umrl 842), je bila regentka s sinom Mihaelom III., ki naj bi se navzel razuzdanih navad od brata Bardasa. Ko je Mihael leta 856 prevzel oblast, je postal znan po pretiranem pijančevanju, pojavil se je na hipodromu kot voznik bojnega voza in smešil verske procesije duhovščine. Odstranil je Teodoro iz Velike palače v Karijsko palačo in nato v samostan Gastria, a je bila po smrti Bardasa spuščena in je živela v palači sv. Mamasa. Imela je tudi podeželsko prebivališče v Antemijski palači,v kateri je bil leta 867 Mihael umorjen.
Leta 860 je mesto napadla nova kneževina, ki sta jo nekaj let prej v Kijevu ustanovila Askold in Dir, voditelja Varjagov. Dvesto majhnih plovil je priplulo skozi Bospor in ropalo samostane in druge posesti v primestnih Prinčevih otokih. Orifas, admiral bizantinskega ladjevja, je opozoril cesarja Mihaela, ki je takoj poslal napadalce v beg. Hitrost in divjost juriša je naredila globok vtis na državljane.
Leta 980 je cesar Bazilij II. prejel nenavadno darilo princa Vladimirja iz Kijeva: 6000 Varjagov, bojevnikov, ki so postali novi telesni stražarji, znani kot varjaška garda. Bili so znani po svoji okrutnosti, časti in zvestobi. Po smrti cesarja so postali znani tudi po plenjenju v cesarskih palačah. [31] V 11. stoletju je varjaška garda postala prevladujoča pri Anglosasih, ki so raje imeli ta način življenja, podrejen novim normanskim kraljem v Angliji.
Eparhova knjiga, ki datira v 10. stoletje, podrobno slika mestno poslovno življenje in njegovo organizacijo v tistem času. Združbe, v katerih so bili organizirani obrtniki iz Konstantinopla, je nadziral eparh, ki je urejal zadeve, kot so proizvodnja, cene, uvoz in izvoz. Vsak ceh je imel svoj monopol in trgovci niso mogli pripadati več kot enemu. To je dokaz, kako močna je tradicija in kako malo se je ta ureditev spremenila, saj so jo poznali v latinski različici njenega naslova, ki je bila ustanovljena leta 330 v mestni prefekturi Rim.
V 9. in 10. stoletju je imel Konstantinopel med 500.000 in 800.000 prebivalci.

### Polemike o ikonoklazmu
V 8. in 9. stoletju je gibanje ikonoklazma povzročilo resne politične nemire v celotnem imperiju. Cesar Leon III. je izdal odlok proti 726 podobam in odredil uničenje kipa Kristusa v enih od vrat Halke, dejanje, ki so se mu ostro uprli državljani. [35] Konstantin V. je sklical cerkveni koncil leta 754, ki je obsodil čaščenje podob, po katerem so uničili veliko zakladov, zažgali ali prebarvali upodobitve dreves, ptic in živali. En vir se nanaša na cerkev Device Marije v Blahernu, ki naj bi bila preoblikovana v "trgovino s sadjem in ptiči". [36] Po smrti ga je leta 780 nasledil njegov sin Leon IV., cesarica Irene pa obnovila čaščenje podob po drugem nicejskem koncilu leta 787.
Polemika o ikonoklazmu se je vrnila v začetku 9. stoletja in še enkrat leta 843 med regenstvom cesarice Teodore, ki je rešila in obnavljala ikone. Te polemike so prispevale k poslabšanju odnosov med vzhodno in zahodno cerkvijo.

### Uvod v obdobje Komnenov, 1025–1081
V poznem 11. stoletju je Konstantinopel prizadela katastrofa z nepričakovanim in hudim porazom cesarske vojske v bitki pri Manzikertu v Armeniji leta 1071, ko je bil ujet cesar Roman IV. Diogen. Mirovni pogoji, ki jih je zahteval Alp Arslan, sultan seldžuških Turkov, niso bili pretirani in Roman jih je sprejel. Toda med izpustitvijo je ugotovil, da je sovražnik postavil svojega kandidata na prestol v njegovi odsotnosti; predal se je in mučili so ga do smrti, nov vladar, Mihael VII. Ducas, pa je zavrnil pogodbo. V odgovor so se leta 1073 Turki začeli premikati v Anatoliji. Propad starega obrambnega sistema je pomenil, da niso doživeli nobenega nasprotovanja in sredstva cesarstva so bila raztresena in zapravljena v vrsti državljanskih vojn. Tisoče turkmenskih plemen je prečkalo nevarovano mejo in se preselilo v Anatolijo. Z letom 1080 je cesarstvo izgubilo veliko ozemlja in Turki so bili zelo blizu Konstantinopla.

### 1081–1185
Pod Komnensko dinastijo (1081–1185) si je Bizanc izjemno opomogel. 1090–91 so nomadski Pečenegi dosegli obzidje Konstantinopla in cesar Aleksej I. je s pomočjo Kiphakov uničil njihovo vojsko. V odgovor na Aleksejev poziv za pomoč so prvo križarsko vojsko pripravljali v Konstantinoplu leta 1096, vendar zavrnili, da bi bila pod bizantinskim  poveljstvom. Ivan II. je zgradil samostan Pantokrator  z bolnišnico za uboge s 50 ležišči.
Z vzpostavitvijo trdne osrednje vlade je imperij postal pravljično bogat. Število prebivalstva se je večalo (v 12. stoletju je bilo okoli 100.000 do 500.000 prebivalcev),  občine in mesta po vsej državi so cvetela. Tudi denarja v obtoku je bilo več. To se je pokazalo v Konstantinoplu, ki je z gradnjo palače Blaherne ustvaril briljantna nova umetniška dela, v tem času je nastala splošna blaginja: povečala se je trgovina, ki jo je omogočila rast italijanskih mestnih državic, ta pa je pomagala rasti gospodarstva. Gotovo je, da so Benečani in drugi aktivni trgovci v Konstantinoplu živeli zunaj pomorskega prometa blaga med križarskimi kraljestvi in Zahodom, hkrati pa tudi trgovali z Bizancem in Egiptom. Benečani so imeli tovarne na severni strani Zlatega roga, zato je bilo veliko zahodnjakov v mestu v celotnem 12. stoletju. Proti koncu vladanja Manuela I. Komnena, je bilo število tujcev v mestu približno 60.000–80.000 od skupno okoli 400.000 prebivalcev. Leta 1171 je imel Konstantinopel tudi majhno skupnost 2500 judov. Leta 1182 so bili pobiti vsi Latini (zahodni Evropejci), prebivalci Konstantinopla.
V umetniškem smislu je bilo 12. stoletje zelo plodno obdobje. Nastal je preporod v mozaični umetnosti. Mozaiki so postal bolj realistični in živahni z večjim poudarkom na prikazovanju tridimenzionalnih oblik. Povečano je bilo povpraševanje po umetnosti, več ljudi, ki so imeli dostop do potrebnega bogastva je naročalo in plačalo taka dela.

### 1185–1261
25. julija 1197 je Konstantinopel prizadel hud požar, ki je uničil Latinsko četrt in območje okoli Drungariosovih vrat (turško: Odun Kapısı) na Zlatem rogu. [43] [44] Kljub temu pa uničenje ni bilo nič v primerjavi s tistim, kar so prinesli križarji. V spletkarjenju med Filipom Švabskim, Bonifacijem Montferraškim in beneškim dožem Enricom Dandolom je nastala četrta križarska vojna kljub papeškemu izobčenju, preusmerjena leta 1203 proti Konstantinoplu, dozdevno spodbujena s terjatvami Alekseja, sina odstavljenega cesarja Izaka. Vladajoči cesar Aleksej III. se ni pripravil. Križarji so zasedli Galato, zlomili obrambno verigo zaščite Zlatega roga in vstopili v pristanišče, kjer so 27. julija prešli morsko obzidje: Aleksej III. je pobegnil. Novi Aleksej IV. je našel prazno zakladnico in ni mogel uresničiti posla, ki ga je obljubil svojim zahodnim zaveznikom. Napetosti med državljani in latinskimi vojaki so se povečale. Januarju 1204 je protovestiarij  Aleksij Murzufl izzval nemire ter ustrahoval Alekseja IV. Edina posledica je bilo uničenje velikega kipa Atene, delo Fidije, ki je stal na glavnem forumu, obrnjen proti zahodu.
Februarja so se ljudje spet dvignili: Aleksej IV. je bil zaprt in usmrčen in Murzufl je zavzel prestol kot Aleksej V. Popravil  je obzidje in organiziral državljane, vendar ni bilo priložnosti, da bi vojaki iz provinc in garda demoralizirali revolucijo. Napad križarjev 6. aprila je bil neuspešen, toda drugi iz Zlatega roga 12. aprila je bil uspešen in vsiljivci so vstopili v mesto. Aleksej V. je pobegnil. Senat se je sestal v Hagiji Sofiji in ponudil krono Teodorju Laskarisu, ki se je poročil v družino Angelidov, vendar je bilo prepozno. S patriarhom je prišel pred Milion pred Veliko palačo in nagovoril varjanško gardo. Nato sta oba s plemstvom ušla v Azijo. Naslednji dan so bili dož in vodilni Franki nameščeni v Veliki palači in mesto so ropali tri dni.
Sir Steven Runciman, zgodovinar križarskih vojn, je zapisal, da je plenjenje Konstantinopla "brez primere v zgodovini":
»Devet stoletij«, pravi, »je bilo veliko mesto prestolnica krščanske civilizacije. Bilo je napolnjeno z umetniškimi deli, ki so ostali iz antične Grčije in z mojstrovinami svojih izvrstnih obrtnikov. Benečani ... zasegli zaklade in jih odnesel, da krasijo ... njihovo mesto. Vendar so bili Francozi in Flemingi polni poželenja po uničenju. Planili so med množice po ulicah in po hišah, iztrgali vse, kar ni bilo pritrjeno in uničili vse, česar ni bilo mogoče odnesti, prenehali so samo, ko so morili ali posiljevali ali ko so odprli vinske kleti .... Niti samostanom niti cerkvam niti knjižnicam niso prizanesli. V Hagiji Sofiji so pijani vojaki podirali svilene zavese in razbili velik srebrn ikonostas na koščke, medtem ko so svete knjige in ikone poteptali. Medtem ko so veselo pili iz oltarnih čaš, se je neka prostitutka usedla na patriarhov prestol in začela peti opolzko francosko pesem. V samostanih so posiljevali nune. Palače in kolibe, vse je bilo izropano in uničeno. Ranjene ženske in otroci so umirali na ulicah. Za tri dni grozljivih prizorov ... nadaljevali, dokler ni bilo veliko in lepo mesto razsuto. ... Ko ... je bil red obnovljen, ... državljane so mučili, da bi jim razkrili blago, ki so imeli skrito«.
Naslednjega pol stoletja je bil Konstantinopel sedež latinskega cesarstva. Pod vladarji latinskega cesarstva je mesto nazadovalo po številu prebivalcev in stanju njegovih zgradb. Alice-Mary Talbot navaja, a je bilo takrat 400 000 prebivalcev Konstantinopla; po uničenju, ki so ga povzročili križarji, je bila približno ena tretjina brezdomcev, številni dvorjani, plemstvo in višja duhovščina so tako kot voditelji zbežali v izgnanstvo. "Konstantinopel je postal izpraznjen," končuje Talbotova.
Latini so prevzeli vsaj 20 cerkva in 13 samostanov, najpomembnejša je bila Hagija Sofija, ki je postala stolnica latinskega patriarha Konstantinopla. E. H. Swift pripisuje gradnjo vrste zunanjih opornikov potrebni okrepitvi cerkvenih zidov, ki so bili oslabljeni v stoletjih zaradi potresnih sunkov. A to je bila izjema. Večina del latinskih okupatorjev ni bila uporabljena le za vzdrževanje zgradb, posvetnih in svetih, mnoge so postale tarče vandalizma ali razstavljanja. Bron in svinec so odstranili s streh zapuščenih stavb in ga pretopili ter prodajali, da bi zagotovili denar za financiranje imperija za obrambo in pomoč dvoru. Deno John Geanokoplos piše, da "se je morda prav tu začel razkol: latinski laiki praznijo posvetne zgradbe, kleriki, cerkve". Zgradbe niso bile edini cilji uradnikov, ki so želeli pridobiti sredstva za obubožano Latinsko cesarstvo: monumentalne kipe, ki so krasili hipodrom in forume mesta, so podrli in pretopili v kovance. "Med uničenimi mojstrovinami," piše Talbot, "so bili Lizipov Heraklej iz 4. stoletja pr. n. št. in monumentalni kipi Here, Parisa in Helene".
Nikejski cesar Ivan III. Vatatzes je menda rešil več cerkev, ki so jih nameravali uničiti zaradi njihovega dragocenega gradbenega materiala; pošiljal je denar Latinom, "da bi jih odkupil" (exonesamenos). Po Talbotu so to tudi cerkve sv. Marije Blahernske, Rufinianaj in svetega Mihaela pri Anaplusu. Dodelil je tudi sredstva za obnovo cerkve Svetih apostolov, ki je bila močno poškodovana v potresu.
Bizantinsko plemstvo je bilo razpršeno, mnogi so šli v Nikejo, kjer je Teodor Laskaris ustanovil cesarski dvor, ali v Epir, kjer je Teodor Angelus naredil enako; drugi so pobegnili v Trabezund, kjer je eden od Komnenov že imel gruzijsko podporo in ustanovil neodvisni sedež imperija. Nikeja in Epir, oba kandidata za cesarski naslov, sta poskušala izterjati Konstantinopel. Leta 1261 je bil v Konstantinoplu ujet zadnji latinski vladar Baldvin II., ujele so ga sile nikejskega cesarja Mihaela VIII. Paleologa.

### 1261–1453 in padec Konstantinopla
Čeprav je Konstantinopel ponovno zavzel Mihael VIII. Paleolog, je cesarstvo izgubilo veliko svojih ključnih gospodarskih virov in se borilo za preživetje. Palača Blaherne na severozahodu mesta je postala glavno cesarsko prebivališče, stara Velika palača na obali Bosporja je bila v zatonu. Ko je Mihael VIII. zasedel mesto, je imelo 35.000 ljudi, do konca svojega vladanja mu je uspelo številopovečati na okoli 70.000. Cesar je to dosegel z vabljenjem nekdanjih prebivalcev, ki so pobegnili pred križarji, in preseljene Grke iz nedavno izgubljenega Peloponeza. Leta 1347 se je v Konstantinopel razširila črna smrt. Leta 1453, ko so Turki zavzeli mesto, je imelo okoli 50.000 prebivalcev.
Konstantinopel je Otomansko cesarstvo zasedlo v torek, 29. maja 1453. Turkom je poveljeval 22-letni otomanski sultan Mehmed II. Osvojili so ga po sedemtedenskem obleganju, ki se je začelo v petek, 6. aprila 1453. Po začetnem napadu se je otomanska vojska pahljačasto razporedila po glavnih poteh mesta, Mesa, mimo velikih forumov in mimo cerkve Svetih apostolov, ker je Mehmed II. želel zagotoviti sedež za svojega novoimenovanega patriarha, ki bi mu pomagal bolje nadzorovati krščanstvo. Mehmed II. je poslal vnaprej skupino za zaščito ključnih zgradb, kot je bila cerkev Svetih apostolov.
Ko so Benečani umaknili svoje ladje, so Turki že zavzeli obzidje pri Zlatem rogu. K sreči je Turke bolj zanimala osvojitev mestnih hiš kot pobijanje prebivalcev, zato so se odločili, da napadejo mesto in ne njih. Beneški kapitan je ukazal svojim možem, naj ne odpirajo vrat Zlatega roga; ko so to storili, so spustili ladje, napolnjene z beneškimi vojaki in begunci. Kmalu za tem so spustili nekaj ženevskih ladij in celo cesarjeve ladje so zaplule za njimi od Zlatega roga. Vse je bilo storjeno v pravem času, saj je imela otomanska mornarica kmalu po tem, ko so odšli, nadzor nad Zlatim rogom. Vojska se je združila ob Avgusteumu, velikem trgu nasproti cerkve Hagije Sofije, katerih bronasta vrata so zadrževala ogromne množice civilistov v stavbi v upanju na božje varstvo. Ko so bila vrata odprta, so jih vojaki ločevali glede ceno, ki bi jim jo prinesli na trgih s sužnji. Mehmed II. je vojakom dovolil, da so  tri dni plenili mesto, kot je bilo to v navadi. Vojaki so se borili za vojni plen. Po besedah beneškega kirurga Nikola Barbare "v celem dnevu so Turki zagrešili velik pokol kristjanov v mestu". Po Philipu Manselu so na tisoče civilistov ubili in jih 30.000 zasužnjili ali izgnali.

### Otomansko obdobje 1453–1922
Končno je bil krščansko-pravoslavni Konstantinopel pod otomanskim nadzorom. Ko je Mehmed II. dokončno vstopil v Konstantinopel skozi zdajšnja vrata Topkapi, je takoj odjezdil v Hagijo Sofijo in odredil svojim vojakom, da ustavijo plenjenje marmorja, morajo "biti zadovoljni s plenom in ujetniki; vse stavbe pripadajo njemu". Z imamom se je sestal v Hagiji Sofiji in z adhanom preoblikoval pravoslavno stolnico v muslimansko mošejo in utrdil islamski red v Konstantinoplu.
Glavna Mehmedova skrb je bila obnoviti obrambo in prebivalce mesta. Gradbeni projekti so se začeli takoj po osvojitvi in vključevali so popravila obzidja, gradnjo citadele in gradnjo nove palače. Mehmed je izdal ukaz, da  bi se morali muslimani, kristjani in judje ponovno naseliti v mestu. Zahteval je, da se 5000 gospodinjstev iz vsega imperija preseli v Konstantinopel do septembra, vojne ujetnike in prisilno preseljene ljudi so poslali v mesto. Ti ljudje so se imenovali "sürgün" v turščini (grško: σουργουνιδες ). Dve stoletji pozneje je otomanski popotnik Evliya Çelebi sestavil seznam skupin v mestu po njihovem izvoru. Veliko četrti Carigrada, kot sta Aksaray, Çarşamba, ima še danes imena krajev po izvoru njihovih prebivalcev. Mnogi so spet pobegnili iz mesta, bilo je več izbruhov kuge, tako da je leta 1459 Mehmed prisilno preseljenim Grkom dovolil, da se vrnejo.

## Pomen

### Kultura
Konstantinopel je bil največje in najbogatejše mesto v vzhodnem Sredozemlju v poznem vzhodnorimskem imperiju predvsem zaradi svoje strateške lege trgovskih poti med Egejskim in Črnim morjem. Več kot tisoč let je ostala prestolnica vzhodnega, grško govorečega imperija. Na vrhuncu, v grobem ustreza srednjemu veku, je bilo najbogatejše in največje evropsko mesto z močnim kulturnim življenjem in gospodarstvom. Obiskovalci in trgovci so še posebej občudovali lepe samostane in cerkve v mestu, še zlasti Hagijo Sofijo ali cerkev Svete modrosti. Ruski popotnik iz 14. stoletja, Štefan Novgorod, je zapisal: "Hagije Sofije človeški um ne more niti opisati."
Še posebej pomembno je bilo za ohranjanje rokopisov grških in latinskih avtorjev v knjižnicah v celotnem obdobju, ko so nestabilnost in motnje povzročale njihovo množično uničevanje v zahodni Evropi in severni Afriki. Po padcu mesta  so jih na tisoče prinesli begunci v Italijo in so igrale ključno vlogo pri spodbujanju renesanse in prehoda v sodobni svet. Vpliv mesta na zahod je v mnogih stoletjih svojega obstoja neizmerljiv. V smislu tehnologije, umetnosti in kulture kakor tudi samo velikosti je bil Konstantinopel brez primerjave kjer koli v Evropi vsaj tisoč let.
Armenci, Sirci, Slovani in Gruzijci so bili del bizantinske družbene hierarhije.

### Mednarodni status
Mesto je bilo obramba vzhodnih provinc starega rimskega imperija proti barbarskim vpadom v 5. stoletju. 18 metrov visoko obzidje, ki ga je zgradil Teodozij II., je bilo v bistvu nepremagljivo za barbare, ki so prihajali južno od reke Donave in si našli lažje cilje na zahodu namesto bogatejših dežel na vzhodu v Aziji. Od 5. stoletja je bilo mesto prav tako zaščiteno z Anastazijevim obzidjem, ki je bilo 60 kilometrov dolga veriga zidov po vsem Traškem polotoku. Mnogi trdijo, da so te prefinjene utrdbe dovoljevale vzhodu razviti sorazmerno dobro obrambo pred antičnim Rimom in zahodnim propadom. S pojavom krščanstva in vzponom islama je Konstantinopel postal zadnji branik krščanske Evrope, ki je stal v ospredju islamskega širjenja in odbija njegov vpliv. Kot je bizantinsko cesarstvo ležalo med islamskim svetom in krščanskim zahodom, tako je Konstantinopel deloval kot prva evropska obrambna črta proti arabskemu napredku v 7. in 8. stoletju. Mesto in imperij sta konec leta 1453 padla pod Turki, vendar je njuna trajna zapuščina stoletja vplivala na Evropo po propadu Rima.

### Arhitektura
Bizantinsko cesarstvo je uporabljalo rimske in grške arhitekturne modele in sloge, da bi ustvarila svoj tip arhitekture. Vpliv bizantinske arhitekture in umetnosti je mogoče videti v kopijah po vsej Evropi. Konkretni primeri so bazilika svetega Marka v Benetkah,  bazilika v Ravenni in številne cerkve po vsem slovanskem vzhodu. Samo v Evropi se je do 13. stoletja koval italijanski florin, zlat kovanec, Dioklecijanov solidus je postal bezant, cenjen ves srednji vek. Njegovo obzidje je bilo množično posnemano (na primer Grad Caernarfon), njegova urbana infrastruktura je bila čudo ves srednji vek, ohranjajoč umetnost, spretnost in tehnično znanje rimskega imperija. V otomanskem obdobju sta bili uporabljeni islamska arhitektura in simbolika.

### Religija
Konstantinov temelj je dal ugled škofu Konstantinopla, ki je na koncu postal znan kot ekumenski patriarh in je bil glavno središče krščanstva poleg Rima. To je prispevalo h kulturnim in teološkim razlikam med vzhodnim in zahodnim krščanstvom, ki so sčasoma povzročile velik razkol in od leta 1054 dalje razdelile zahodni katolicizem in vzhodno pravoslavje. Konstantinopel je zelo pomemben tudi za islam, saj je njegova osvojitev eden od znakov nauka o zadnjih ciljih življenja in sveta v islamu.